# Rumbach
Rumbach település Németországban, Rajna-vidék-Pfalz tartományban. Lakosainak száma 413 fő (2023. december 31.).

## Népesség
A település népességének változása:
| Lakosok száma | 474  | 447  | 434  | 410  | 419  | 413  |
|               | 1975 | 2017 | 2019 | 2021 | 2022 | 2023 |